# Thailentadopsis
Thailentadopsis es un género de  árboles perteneciente a la familia de las fabáceas. Comprende 3 especies descritas y de estas, solo 2 aceptadas.

## Taxonomía
El género fue descrito por André Joseph Guillaume Henri Kostermans y publicado en Ceylon Journal of Science, Biological Sciences 12(2): 131. 1977.

## Especies aceptadas
A continuación se brinda un listado de las especies del género Thailentadopsis aceptadas hasta agosto de 2012, ordenadas alfabéticamente. Para cada una se indica el nombre binomial seguido del autor, abreviado según las convenciones y usos.
- Thailentadopsis nitida (Vahl) G.P. Lewis & Schrire
- Thailentadopsis vietnamensis (I.C. Nielsen) G.P. Lewis & Schrire